# Austin Nichols (basket-ball, 1994)
Pour les articles homonymes, voir Austin Nichols et Nichols.
Ne doit pas être confondu avec Austin Nichols (basket-ball, 1982).
Austin Nichols, né le 20 septembre 1994, à Memphis, au Tennessee, est un joueur américain de basket-ball. Il évolue au poste d'ailier fort. 

## Palmarès
- First-team All-AAC 2015
- Rookie of the Year AAC 2014